# Konstrakta
Ana Đurić (srbsko Ана Ђурић, prej Ignjatović, srbsko Игњатовић), bolj znana pod umetniškim imenom Konstrakta, srbska kantavtorica, * 12. oktober 1978.
Leta 2019 se je odločila za samostojno glasbeno pot, prej pa je delovala kot glavna vokalistka indie pop skupine Zemlja gruva!, ki je bila ustanovljena leta 2007. Konstrakta je postala prepoznavnejša po zmagi na nacionalnem izboru za Pesem Evrovizije 2022 v Torinu v Italiji s pesmijo »In corpore sano«.

## Kariera

### Zemlja gruva!
Svojo glasbeno pot je začela kot članica skupine Mistakemistake. Svojo pot je nadaljevala kot vokalistka beograjske skupine Zemlja gruva!. S skupino so se udeležili nacionalega izbora za Pesem Evrovizije leta 2008 s pesmijo »Čudesni svetovi« in leta 2009 »Svejedno mi«.

### Pesem Evrovizije 2022
Dne 8. februarja 2022 so objavili, da je Konstrakta ena izmed 36 izvajalcev za nacionalni izbor predstavnika Srbije na Pesmi Evrovizije 2022. Konstrakta je nastopila v prvem polfinalu dne 3. marca. V polfinalu je zasedla drugo mesto in se tako uvrstila v finale. V finalu, ki je potekal 5. marca, je zmagala tako po mnenju žirije in tudi po glasovanju ljudstva. V drugem polfinalu Evrovizije, ki je potekal 12. maja, je Konstrakta nastopila kot tretja in se uvrstila v veliki finale.  Konstrakta je nato 14. maja nastopila predzadnja v finalu in s 312 točkami zasedla skupno peto mesto. 

### 2023-danes
Dne 21. decembra 2023 je bilo, da bo sodelovala na srbskem tekmovanju Pesmi za Evrovizijo '24, kjer so izbrali predstavnika Pesem Evrovizije 2024.  Na tekmovanju se je uvrstila v finale, kjer je zasedla četrto mesto.  Pesem, ki jo je navdihnil slogan Aleksandra Vučića ''Hitreje, močneje, bolje'', se ukvarja s praznimi obljubami politikov o boljši prihodnosti. Nastop je bila skoraj enak tistemu iz pred dveh let pa predstavlja spremembo, ki nikoli ne pride. 

## Zasebno življenje
Konstrakta je diplomirala na arhitekturni fakulteti v Beogradu. Leta 2009 se je poročila s Milanom Đurićem, s katerim ima sina Nikolo in hčer Leno.

## Diskografija

### Studijski album
| Naslov                                 | Podrobnosti                                                                                    |
| -------------------------------------- | ---------------------------------------------------------------------------------------------- |
| »Biti zdrava« (skupaj z Zemlja gruva!) | - Objavljeno: 10. julija 2023 - Založba: UMG Recordings - Format: Digitalni prenos, pretakanje |

### EP
| Naslov    | Podrobnosti                                                                                       |
| --------- | ------------------------------------------------------------------------------------------------- |
| »Triptih« | - Objavljeno: 23. junija 2023 - Založba: Gruvlend!, Virgin - Format: Digitalni prenos, pretakanje |

### Pesmi
| »Žvake«                                                                            | 2019 | — | — | —  | —  | —  | Biti zdrava                    |
| »Neam šamana«                                                                      | 2020 | — | — | —  | —  | —  | Biti zdrava                    |
| »In corpore sano«                                                                  | 2022 | 1 | 1 | 80 | 11 | 63 | Triptih and Biti zdrava        |
| »Mekano«                                                                           | 2022 | — | — | —  | —  | —  | Triptih and Biti zdrava        |
| »Nobl«                                                                             | 2022 | — | — | —  | —  | —  | Triptih and Biti zdrava        |
| »Evo, obećavam!«                                                                   | 2023 | — | — | —  | —  | —  | Biti zdrava                    |
| »Put« (z Magnificom)                                                               | 2023 | — | — | —  | —  | —  | Muzika iz filma Čuvari formule |
| »O, klasje moje« (skupaj z Zemlja gruva!)                                          | 2023 | — | — | —  | —  | —  | Muzika iz serije Lektizer      |
| »Novo, bolje«                                                                      | 2024 | — | — | —  | —  | —  | —                              |
| »—« označuje singel, ki se ni uvrstil na lestvico ali ni bil izdan na tem ozemlju. |      |   |   |    |    |    |                                |